# Hội thề Đông Quan
Hội thề Đông Quan là một sự kiện diễn ra vào ngày 22 tháng 11 năm Đinh Mùi (tức ngày 10 tháng 12 năm 1427), giữa thủ lĩnh nghĩa quân Lam Sơn Lê Lợi và chủ tướng quân Minh là Vương Thông. Hai bên lập lời thề rằng sau sự kiện này, bên quân Minh do Vương Thông làm chủ tướng lập tức dẫn quân trở về nước, còn nghĩa quân Lam Sơn không được hãm hại quân Minh. Sau sự kiện này, cả hai bên đều làm đúng theo lời thề, nước Đại Việt lập lại hòa bình sau 20 năm bị quân Minh đô hộ.

## Hoàn cảnh
Năm 1426, nghĩa quân Lam Sơn chiếm được vùng đất đai rộng lớn từ Thanh Hóa trở vào phía nam, bao vây, cô lập 2 thành lớn là thành Nghệ An và thành Tây Đô (Thanh Hóa). Tháng 8, năm 1426, Lê Lợi sai 3 cánh quân tiến ra bắc, 3 cánh quân này thắng trận liên tiếp. Viên tướng giữ thành Đông Quan là Trần Trí cầu viện binh, 2 tướng Lý An, Phương Chính từ Nghệ An đem quân về cứu Đông Quan.
Vua nhà Minh sai Vương Thông đem 5 vạn quân sang tiếp viện, hội quân ở Đông Quan hơn 10 vạn quân. Tháng 10 năm 1426, Vương Thông bị đánh bại ở Trận Tốt Động-Chúc Động phải rút vào Đông Quan cố thủ. Vương Thông thế cùng, muốn hòa, sau đó lại thay đổi ý định, đào hào, đắp lũy, gọi thêm viện binh.
Năm 1427, vua nhà Minh sai Liễu Thăng đem 10 vạn quân, Mộc Thạnh đem 5 vạn quân chia làm 2 đường cứu viện Vương Thông. Cánh quân Liễu Thăng bị đánh bại, Mộc Thạnh sợ hãi bỏ chạy. Vương Thông thế cùng phải mang thư đến nghĩa quân Lam Sơn xin cầu hòa. Tổng binh Vương Thông và Nội quan Sơn Thọ nhà Minh sai viên thiên hộ họ Hạ mang thư đến giảng hoà, xin mở cho đường về. Lê Lợi chấp nhận, lại gởi tặng thổ sản và hải sản.
Vương Thông xin giảng hòa nhưng vẫn do dự chưa quyết, đem hết quân trong thành ra đánh. Nghĩa quân Lam Sơn đặt phục binh rồi vờ thua chạy, quân Minh đuổi theo, tới ở phục binh, bị đánh tan. Vương Thông ngã ngựa, suýt bị bắt, nghĩa quân tiến quân đến cửa Nam thành, đắp bờ lũy chống giữ. Lê Lợi thân đốc các tướng đem quân đắp lũy từ phường Yên Hoa thẳng tới cửa Bắc thành Đông Quan. Quân Minh chỉ dám ở trong thành không dám ra.
Vương Thông và Sơn Thọ bị vây cùng quẫn, lại xin hòa. Quốc dân đã bị cực khổ về sự quân Minh cai trị tàn ngược, xin cho đánh gấp, giết cho bằng hết. Lê Lợi đáp:
| “                            | Việc dùng binh lấy sự toàn quân là hơn cả. Nay hãy để cho lũ Vương Thông về nói với vua Minh, trả lại đất cho nước ta, không còn trở lại xâm lấn, thì ta còn cầu gì hơn nữa, hà tất phải giết hết, để kết mối thù với nước lớn. | ” |
| — Lê Lợi - Đại Việt thông sử | |   |

Rồi Lê Lợi cho hòa giải, lệnh cho lộ Bắc Giang và Lạng Giang tu sửa đường sá để quân Minh về nước, sai Nguyễn Trãi soạn tờ biểu, lấy lời Trần Cảo là dòng dõi vua Trần, xin được làm vua.
Nghĩa quân đưa thư trả lời Vương Thông, dùng Lê Quốc Trinh và Lê Nhữ Trì làm con tin.
Thái giám nhà Minh là Sơn Thọ, Mã Kỳ đến dinh Bồ Đề làm con tin; Lê Lợi sai con trưởng Lê Tư Tề và Lưu Nhân Chú vào thành Đông Đô làm con tin.

## Hội thề Đông Quan
Ngày 22 tháng 11 năm Đinh Mùi, tức ngày 10 tháng 12 năm 1427, Lê Lợi, Trần Nguyên Hãn, Lưu Nhân Chú, Phạm Vấn, Lê Ngân, Phạm Văn Xảo, Bùi Bị, Trịnh Khả, Nguyễn Chích, Nguyễn Lý, Phạm Bôi, Lê Văn An, Bế Khắc Thiệu, Ma Luân cùng các tướng nhà Minh: Tổng binh Thành Sơn hầu Vương Thông, Tham tướng Mã Anh, Thái giám Sơn Thọ, Mã Kỳ, Vinh Xương hầu Trần Trí, An Bình hầu Lý An, Đô ty Phương Chính, Chưởng đô ty sự Trần Tuyền, Trần Hựu, Giám sát ngự sử Chu Kỳ Hậu, Cấp sự trung Quách Vĩnh Thanh, Hữu bố chính sứ Dặc Khiêm, Tả hữu tham chính là Hồng Bỉnh Lương, Lục Trinh và Lục Quảng Bình, Án sát sứ Dương Thời Tập và Thiêm sự Quách Đoan làm hội thề ở cửa Nam thành Đông Đô.
Vương Thông hẹn rằng đến ngày 12 tháng 12 thì đem quân về nước và sai người đem tờ trình xin trả lại đất đai cho nghĩa quân. Lê Lợi sai giải vây thành Đông Quan, kéo quân lui về, lại sai giải vây cho 3 thành: Tây Đô, Cổ Lộng và Chí Linh; truyền cho nghĩa quân hộ tống các tướng trong 3 thành trên dẫn quân về thành Đông Quan, để cùng về Trung Quốc.
Ngày 29, tháng 11, năm Đinh Mùi, Lê Lợi sai Lê Thiếu Dĩnh, Lê Cảnh Quang đem tờ biểu cầu phong của Trần Cảo, cùng các vật phẩm theo viên chỉ huy do Vương Thông sai, sang triều Minh.
Các tướng sĩ, người dân căm tức sự tàn ngược của quân Minh, bảo vua đem giết đi, Lê Lợi đáp rằng:
| “                                            | Trả thù báo oán là thường tình của mọi người, nhưng không thích giết người là bản tâm của bậc nhân đức. Vả lại, người ta đã hàng, mà mình lại giết thì là điềm xấu không gì lớn bằng. Nếu cốt để hả nỗi căm giận trong chốc lát mà mang tiếng với muôn đời là giết kẻ đã hàng, thì chi bằng tha mạng sống cho ức vạn người, để dập tắt mối chiến tranh cho đời sau, sử xanh ghi chép tiếng thơm muôn đời, há chẳng lớn lao sao? | ” |
| — Đại Việt sử ký toàn thư, Đại Việt thông sử | |   |

Tháng 12, năm Đinh Mùi, Lê Lợi ra lệnh Cánh đường thủy cấp 500 chiếc thuyền, cho Phương Chính, Mã Kỳ lãnh nhận. Cánh đường bộ cấp lương thảo, cho Sơn Thọ, Hoàng Phúc lãnh nhận. Còn hơn 2 vạn người bị bắt hoặc đầu hàng và 2 vạn con ngựa thì do Mã Anh lãnh nhận. Chinh Man tướng quân Trần Tuấn đem quân trấn thủ đi theo. Tất cả đều tới dinh Bồ Đề lạy tạ mà về.
Ngày 12, tháng 12, Phương Chính, Mã Kỳ tới dinh Bồ Đề cáo biệt Lê Lợi, ở lại suốt một buổi chiều, Lê Lợi sai sắm trâu ngựa, trướng vẽ và lễ phẩm hậu tặng.
Ngày 17, Vương Thông dẫn quân bộ đi sau. Vương Thông cùng vua nói chuyện từ biệt suốt đêm rồi đi. Vua sai đưa trâu rượu, cờ thêu, trướng vẽ cùng các lễ vật tiễn chân rất hậu. Quân thủy, bộ của ba thành Tây Đô, Cổ Lộng, Chí Linh cùng lục tục rút tiếp. Từ đây, việc binh đao dập tắt, khắp thiên hạ thái bình.

## Bài văn Hội thề Đông Quan
Ghi rõ: năm Tuyên-đức thứ hai của nước Đại Minh là năm Đinh Mùi tháng 11 ngày mồng 1 là ngày Ất Dậu qua đến ngày 24 là ngày Mậu Thân.
Tôi là đại đầu mục nước An-nam tên là Lê (Lợi) và bọn Trần Văn Hãn, Lê Nhân Chú, Lê Vấn, Trần Ngân, Trần Văn Xảo, Trần Bị, Trịnh Khả, Nguyễn Chích, Trần Lý, Phạm Bôi, Trần Văn An, Bế Khắc Thiệu, Ma Luân, cùng với:
Quan Tổng binh của Thiên triều là Thái tử Thái bảo Thành-sơn hầu tên là Vương Thông, và các quan Tham tướng hữu Đô đốc là Mã Anh, Thái giám là Sơn Thọ, Mã Kỳ, Vinh Xương bá là Trần Trí, Yên Bình bá là Lý An, Đô đốc là Phương Chính, Chương đô ti sự Đô đốc Thiêm sự là Thuế Lự, Đô đốc thiêm sự là Trần Hựu, Giám sát ngự sử là Châu Kỳ Hậu, Cấp sự trung là Quách Vĩnh Thanh, Bố chính là Dặc Kiêm, tả Tham chính là Thanh Quảng Bình, hữu Tham chính là Hồng Thừa Lương, hữu Tham nghị là Lục Trinh, Án sát sứ là Dương Thời Tập, Thiêm sự là Quách Hội.
Kính cáo Hoàng thiên (Trời), Hậu thổ (Đất) cùng với Danh sơn (Núi), Đại xuyên (Sông) và thần kỳ các xứ:
Chúng tôi cùng nhau phát tự lòng thành, ước hẹn thề thốt với nhau:
Từ sau khi lập lời thề này, quan Tổng binh Thành Sơn hầu là Vương Thông quả tự lòng thành, đúng theo lời bàn, đem quân về nước, không thể kéo dài năm tháng, để đợi viên binh đến nơi. Lại phải theo đúng sự lý trong bản tâu, đúng lời bàn trước mà làm.
Bọn Lê (Lợi) chúng tôi nếu còn chứa giữ lòng làm hại, tự làm việc lừa dối, không dẹp xa ngay quân lính ngựa voi, việc làm không đúng lời nói ngầm sai… Các việc nói trên tuy là không tự mình làm lấy, lại chuyển sang người khác có xâm phạm đến một chút nào tức thì Trời, Đất, thần minh, núi cao sông lớn, cho đến thần kỳ các xứ, tôi cùng con cháu thân của tôi, và người cả một nước tôi, giết chết hết cả, không để sót lại mống nào.
Về phía bọn quan Tổng binh Thành Sơn hầu là Vương Thông, nếu không có lòng thực, lại tự trái lời thề (đối với việc) người phục dịch và các thuyền đã định rồi, cầu đập đường sá đã sửa rồi, mà không làm theo lời bàn, lập tức đem quân về nước, còn kéo dài năm tháng để đợi viên binh, cùng là ngày về đến triều đình lại không theo sự lý trong bản tâu, không sợ thần linh núi sông ở nước An-nam lại bàn khác đi, hoặc cho quan quân đi qua đâu cướp bóc nhân dân, thì Trời, Đất cùng là Danh sơn, Đại Xuyên và thần kỳ các xứ tất đem bọn quan Tổng binh Thành Sơn hầu là Vương Thông, tự bản thân cho đến cả nhà, thân thích, làm cho chết hết, và cả đến quan quân cũng không một người nào về được đến nhà.
Nếu mà cả hai bên đều do lòng thành cả thì Trời Đất thần minh đều phù hộ cho đến bản thân mình mạnh khỏe, trong nhà mình vinh thịnh, cùng hưởng lộc vị, đều được bình yên.
Trời, Đất thần kỳ cùng soi xét cho!

## Diễn biến sau Hội thề Đông Quan
Vương Thông về đến Long Châu, vua Minh đã liệu trước bọn Vương Thông cùng quẫn, việc đã đến thế, không làm thế nào được nữa, đành sai bọn La Nhữ Kính mang thư sang phong Trần Cảo là An Nam Quốc vương, bãi bỏ quân nam chinh, ra lệnh cho Thông trở về Bắc, trả lại đất cho An Nam, việc triều cống theo lệ cũ năm Hồng Vũ, cho sứ thần đi lại.
Tổng cộng 10 vạn quân Minh đã được hồi hương an toàn. Tác phẩm Bình Ngô đại cáo viết rằng:
...Quân giặc các thành khốn đốn, cởi giáp ra hàng
Tướng giặc bị cầm tù, như hổ đói vẫy đuôi xin cứu mạng
Thần Vũ chẳng giết hại, thể lòng trời ta mở đường hiếu sinh.
Mã Kỳ, Phương Chính, cấp cho năm trăm chiếc thuyền, ra đến biển mà vẫn hồn bay phách lạc,
Vương Thông, Mã Anh, phát cho vài nghìn cỗ ngựa, về đến nước mà vẫn tim đập chân run.
Họ đã tham sống sợ chết mà hòa hiếu thực lòng,
Ta lấy toàn quân là hơn, để nhân dân nghỉ sức.
Chẳng những mưu kế kì diệu,
Cũng là chưa thấy xưa nay...
(Bản dịch của Ngô Tất Tố)
Dưới đây là danh sách các cống phẩm Lê Lợi gửi sang triều Minh cầu phong, chép theo sách Quân trung từ mệnh tập, thư cầu phong của Lê Lợi:
- Hai pho tượng người vàng người bạc thay cho bản thân để tạ tội, cộng nặng 200 lạng (1 pho vàng nặng 100 lạng; 1 pho tượng bạc nặng 100 lạng).
- Sản vật địa phương: Lư hương bạc 1 cỗ, bình cắm hoa bạc một đôi, cộng nặng 300 cân, lụa thổ sản 300 tấm, ngà voi 10 chiếc, hương xông áo 20 bánh, cộng 130 cân; hương nén 20.000 nén; trầm hương, tốc hương 24 khối.
- Số người đầu mục tiến kinh: Đầu mục 4 người là: Lê Dĩnh, Lê Cảnh Quang, Lê Đức Huy, Đặng Hậu Lộc. Người giúp việc 4 người là: Đỗ Thế Lãnh, Lê Trạch, Đặng Lục, Trình Nghiễm.
- Các hàng trả về:

Hai đài Song hổ phù của Tổng binh quan An Viễn hầu lĩnh Chinh Lỗ phó tướng quân. Một quả ấn bạc.
- Các quan và quân nhân: 13.587 viên danh, Quan coi quân: 280 viên, Quan coi dân và điển lại: 137 viên, Kỳ quân: 13.170 viên danh; Ngựa: 1.200 con.

## Số lượng vũ khí do Đại Việt thu được từ quân đội nhà Minh
Theo sử gia Sun Laichen thì sau khi Chu Nguyên Chương đánh bại Mông Cổ thành lập nên nhà Minh, vị vua này đã thủ đắc mọi loại hỏa lực hiện hữu từ trước đến nay, và giữ chúng trong các kho vũ khí của ông. Từ năm 1380 đến 1488, nhà Minh có hai phòng sản xuất vũ khí chính yếu tại các kinh đô; phòng đầu tiên được yêu cầu sản xuất 3000 “đại bác có miệng súng cỡ bát ăn”, 3000 khẩu súng tay, 90000 mũi tên và 3000 súng báo hiệu cho mỗi ba năm một. Nhờ số lượng và chất lượng hỏa khí vượt trội, họ đã thành công trong nhiều chiến dịch quân sự đương thời, đặc biệt chiến tích dễ dàng đánh bại Đại Ngu vào thế kỉ 15.
Nhưng các chiến thắng quân sự, đặc biệt ở Trận Tốt Động-Chúc Động và Trận Chi Lăng - Xương Giang, nghĩa quân Lam Sơn đã lấy được số lượng vũ khí rất lớn của quân Minh. Nhờ số lượng vũ khí và quân nhân nhà Minh làm tù binh đã hướng dẫn cho nghĩa quân Lam Sơn sử dụng vũ khí nên Lê Lợi đã dùng chính vũ khí của nhà Minh để đánh bại họ. Lượng vũ khí cũng như người Minh còn ở lại Đại Việt sau khi quân Minh rút lui đã gây lo ngại lớn cho triều đình phương Bắc. Nhà Minh liên tục đòi Đại Việt trao trả các quan binh và vũ khí. Về vũ khí, mặc dù chính thức thì bảo đã trả hết, nhưng Đại Việt không trả lại món nào và cuối cùng triều Minh phải từ bỏ yêu sách.

## Nhận định
| “                         | Bọn Vương Thông, Phương Chính đã kế cùng, đành giữ thành bền lũy chờ cứu viện. Lửa không nhóm tự cháy, quả nhiên Liễu Thăng từ bắc tiến sang giúp Hạ Kiệt làm càn. Lại thêm Mộc Thạnh từ phía tây cũng tới. Nực cười hai đạo viện binh, giơ càng bọ ngựa chống xe, há chẳng ngu sao! Huống chi lấy chí nhân đánh bọn bất nhân, giặc tất phải khiêng thây mà chịu trói. Thú cùng trong cũi, vẫy đuôi xin tha. Thì rủ lòng nhân mà mở lưới Thang, cho múa mộc để phô đức Thuấn. Cuối cùng tha cho mười vạn quân hàng, được toàn mạng mà về bắc. Bốn biển hân hoan chiêm ngưỡng, thỏa lòng đã được hồi sinh. Phương xa mến đức sợ uy, chúc cống chăm lo hết phận. Ôi! thịnh thay! | ” |
| — Đại Việt sử ký toàn thư | |   |

Bình luận về việc Minh Tuyên Tông ra lệnh bãi binh ở Đại Việt, sử gia Trung Quốc là Cốc Vĩnh Thái viết trong Minh sử kỷ sự bản mạt:
Vương Thông lực yếu mà phải xin hoà, Liễu Thăng lại sang rồi bị thua chết. Sau đó lại xuống chiếu sai sứ sang giao hảo và rút quân về, nhục nhã thực bằng Tân, Trịnh hội thề dưới chân thành, hổ thẹn ngang với Kính Đường cắt đất giảng hòa vậy.
Thời nhà Trần, nước Đại Việt lần thứ 3 đánh bại quân Nguyên, trả tù binh về Nguyên. Vua Trần theo kế của Trần Hưng Đạo, lấy người thạo nghề đi biển, đục thuyền quân Nguyên trên đường về, khiến cho tướng Nguyên là Ô Mã Nhi chết đuối. Sử gia Ngô Thì Sĩ so sánh việc này với việc làm của vua Lê Thái Tổ khi tha cho quân Minh bình yên trở về nước.
Chữ tín là quí báu nhất của nước; đã bảo cho về, lại còn dùng kế giết đi, quỷ quyệt như thế, thủ tín với lân bang sao được. Đến sau này vua Lê Thái Tổ cũng trả người Minh về nước, có người nói đến sự đục thuyền cho đắm. Vua không dùng: người Minh cũng không nghi gì. Như thế mới thật là Vương giả có đại tín.